# Dadá Maravilha
Dario José dos Santos, appelé Dario ou surnommé Dadá Maravilha, né le 4 mars 1946 à Rio de Janeiro (Brésil), est un footballeur international brésilien évoluant au poste de attaquant.

## Biographie

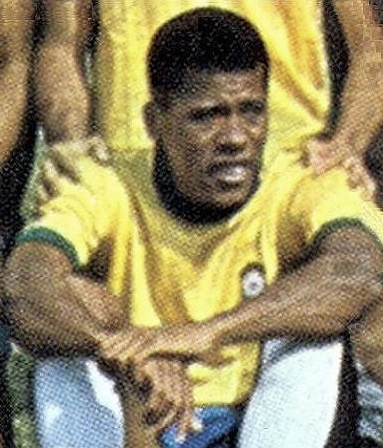
Dario José dos Santos en 1970.

Dario évolue exclusivement dans des clubs brésiliens durant sa carrière, de 1967 à 1986, l'Atlético Mineiro étant le club dans lequel il a passé le plus de saisons.
Il est sélectionné en équipe du Brésil de football où il joue six matches et avec lequel il remporte la Coupe du monde de football de 1970, sans toutefois avoir joué une rencontre dans cette compétition.
Dada est l'un des plus grands buteurs de l'histoire, avec 926 buts.

## Palmarès
Avec l'équipe du Brésil de football
- Vainqueur de la Coupe du monde de football de 1970.
- Vainqueur de la Coupe de l'Indépendance du Brésil en 1972.

Avec l'Atlético Mineiro
- Vainqueur du Championnat du Brésil de football en 1971.
- Vainqueur du Championnat du Minas Gerais de football en 1970 et en 1978.

Avec le SC Internacional
- Vainqueur du Championnat du Brésil de football en 1976.
- Vainqueur du Championnat du Rio Grande do Sul de football en 1976.

Avec l'Esporte Clube Bahia
- Vainqueur du Championnat de Bahia de football en 1981.

Avec le Goiás Esporte Clube
- Vainqueur du Championnat du Goiás de football en 1983.

Distinctions personnelles
- Meilleur buteur du Championnat du Brésil de football en 1976.
- Meilleur buteur du Championnat du Minas Gerais de football en 1969, 1970, 1972 et 1974.